# اپیدرمولیز بولوزا سیمپلکس
اپیدرمولیز بولوزا سیمپلکس (انگلیسی: Epidermolysis bullosa simplex) یا به اختصار ئی‌بی‌اس (EBS) یک اختلال ناشی از جهش در ژن‌های کدکننده کراتین ۵ یا کراتین ۱۴ است.: ۵۹۸  این بیماری یکی از انواع اصلی بیماری پروانه‌ای است که سبب می‌شود پوست بیمار بسیار شکننده باشد و به راحتی تاول بزند.

## نشانه‌ها
ئی‌بی‌اس باعث تشکیل تاول در محل اتصال درم و اپیدرم (dermoepidermal junction) می‌شود. پوست به راحتی حتی در اثر فشار یا ضربه‌های جزئی تاول می‌زند.

## تشخیص
اپیدرمولیز بولوزا سیمپلکس به انواع مختلفی تقسیم‌بندی می‌شود:
| نوع | جایگاه کروموزومی و ژن                           | OMIM                                                |
| --- | ----------------------------------------------- | --------------------------------------------------- |
| اپیدرمولیز بولوزا سیمپلکس با اریتم مدور مهاجر | 12q13 (KRT5)                                    | Online 'Mendelian Inheritance in Man' (OMIM) 609352 |
| اپیدرمولیز بولوزا سیمپلکس با رنگدانه‌های لکه‌لکه. مرتبط با جهش‌های مکرر در ژن کراتین ۱۴.: ۵۵۷ | 12q13 (KRT5)                                    | Online 'Mendelian Inheritance in Man' (OMIM) 131960 |
| اپیدرمولیز بولوزا سیمپلکس، اتوزومال مغلوب | 17q12-q21 (کراتین ۱۴)                           | Online 'Mendelian Inheritance in Man' (OMIM) 601001 |
| اپیدرمولیز بولوزا سیمپلکس فراگیر همچنین به نام «نوع کوبنر اپیدرمولیز بولوزا سیمپلکس فراگیر» شناخته می‌شود، از بدو تولد تا اوایل نوزادی با درگیری بیشتر دست‌ها، پاها و اندام‌ها تظاهر می‌کند و ممکن است هیپرکراتوز و فرسایش کف دست-کف پا وجود داشته باشد.: ۵۹۸ : ۵۵۶                                              | 17q12-q21 (KRT5), 12q13 (کراتین ۱۴)             | Online 'Mendelian Inheritance in Man' (OMIM) 131900 |
| اپیدرمولیز بولوزا سیمپلکس موضعی همچنین به نام «سندرم وبر–کاکین»: ۴۶۰ و «گونهٔ وبر–کاکین از اپیدرمولیز بولوزا سیمپلکس فراگیر»، با شروع در دوران کودکی یا اواخر زندگی مشخص می‌شود و شایع‌ترین نوع اپیدرمولیز بولوزا سیمپلکس است.: ۵۹۸ : ۵۵۷                                                                       | 17q12-q21 (KRT5), 17q11-qter, 12q13 (کراتین ۱۴) | Online 'Mendelian Inheritance in Man' (OMIM) 131800 |
| اپیدرمولیز بولوزا تبخال‌مانند همچنین به نام «اپیدرمولیز بولوزا سیمپلکس داولینگ میرا» هم شناخته می‌شود، در بدو تولد با توزیع گسترده در بدن و اغلب با درگیری مخاط دهان و ضایعات متغیر در دوران نوزادی تظاهر می‌یابد.: ۵۹۸ : ۵۵۷                                                                                   | 17q12-q21 (KRT5), 12q13 (کراتین ۱۴)             | Online 'Mendelian Inheritance in Man' (OMIM) 131760 |
| اپیدرمولیز بولوزا سیمپلکس با دیستروفی عضلانی یک نوع بالینی نادر و تنها گونه‌ای از بیماری پروانه‌ای که در اثر جهش ژن کراتین ایجاد نمی‌شود و به صورت یک تاول داخل اپیدرمی فراگیر شبیه به «گونهٔ کوبنر از اپیدرمولیز بولوزا سیمپلکس فراگیر» است، اما با شروع دیستروفی عضلانی در سنین بزرگسالی همراه است.: ۵۹۸ : ۵۵۷ | 8q24 (PLEC1)                                    | Online 'Mendelian Inheritance in Man' (OMIM) 226670 |
| اپیدرمولیز بولوزا سیمپلکس با تنگی دریچه پیلور معده | 8q24 (PLEC1)                                    | Online 'Mendelian Inheritance in Man' (OMIM) 612138 |
| اپیدرمولیز بولوزا سیمپلکس اوگنا در دوران نوزادی شروع شده و در ماه‌های تابستان با تاول‌های فصلی در نواحی محیطی بدن به‌خصوص نوک انگشتان دست پا و ناخن‌ها تظاهر می‌یابد.: ۵۹۸ : ۵۵۷ | 8q24 (PLEC1)                                    | Online 'Mendelian Inheritance in Man' (OMIM) 131950 |

## مدیریت درمان
- این بیماری درمانی قطعی ندارد.
- مدیریت درمان، شامل برطرف ساختن یا تسکین علائم است.
- محافظت از پوست، توقف تشکیل تاول، ترویج بهبودی.
- جلوگیری از بروز عوارض.
- درمان‌های حمایتی لازم: استفاده از استروئید خوراکی و موضعی برای التیام ضایعات و جلوگیری از عارضه.
- محیط زندگی و کار خنک باشد، از گرمای بیش از حد جلوگیری کنید و اصطکاک پوستی را به هر نحو کاهش دهید.